# Helmut Oder
Helmut Oder (* 26. Mai 1940 in Eisfeld, Landkreis Ohlau) ist ein ehemaliger deutscher Wirtschaftsfunktionär und Politiker (SED). Er war Oberbürgermeister von Schwerin.

## Leben
Oder, Sohn eines Schmiedemeisters, besuchte die Volks- und Berufsschule. Er absolvierte eine Lehre zum Schlosser. Von 1958 bis 1961 studierte er an der Ingenieurschule Wildau. 1972 qualifizierte sich zum Diplom-Ingenieur. 1981 wurde er an der Ingenieurhochschule Wismar zum Dr. oec. promoviert.
1963 trat Oder der SED bei. 1964 wurde er Werkleiter im VEB Reißzeug- und Gerätebau Bad Liebenwerda. Von 1965 bis 1970 war er Mitarbeiter im Bezirkswirtschaftsrat Cottbus. Von 1970 bis 1972 war er Abteilungsleiter im Konsortium Schwerin-Süd, dann von 1973 bis 1975 Bereichsleiter Anlagenbau der Baustelle Schwerin. Von 1975 bis 1977 war er zeitweise Direktor der Großbaustelle Schwerin-Süd des VEB INEX Berlin. Von April 1977 bis Mai 1984 fungierte er als Stellvertreter des Vorsitzenden des Rats des Bezirks Schwerin und Vorsitzender des Bezirkswirtschaftsrates, verantwortlich für bezirksgeleitete und Lebensmittelindustrie sowie Örtliche Versorgungswirtschaft (ÖVW) (Nachfolger von Walter Resch). Von 1981 bis 1990 war er Abgeordneter des Bezirkstages. 1982/83 studierte er an der Akademie für Gesellschaftswissenschaften beim ZK der KPdSU in Moskau. Von Mai 1984 bis Mai 1990 hatte er das Amt des Oberbürgermeisters von Schwerin inne (Nachfolger von Frank Grimm). Gleichzeitig war er Mitglied des Sekretariats der SED-Kreisleitung Schwerin-Stadt. Am 9. Februar 1987 unterzeichnete er in Wuppertal mit der Oberbürgermeisterin Ursula Kraus eine Vereinbarung über die Städtepartnerschaft zwischen Schwerin und Wuppertal. Oder spielte vor 1984 in der Sportvereinigung Fortschritt Schwerin Volleyball in der Bezirksliga.
Nach 1990 zog Oder nach Hannover und war dort Angestellter einer Versicherungsgesellschaft.

## Schriften
- Möglichkeiten und Wege zur Erhöhung der Effektivität von Kleinbetrieben der Industrie. Ingenieurhochschule Wismar 1981 (Dissertation A).

## Auszeichnung
- Orden Banner der Arbeit Stufe I (1977)